# Novarupta
A Novarupta (jelentése új kitörés) aktív sztratovulkán a Katmai Nemzeti Park területén az Alaszkai-félszigeten, mintegy 470 kilométerre Anchorage-tól. Itt történt a 20. század legnagyobb vulkánkitörése. 
A 20. század legnagyobb vulkánkitörésére, amelynek során Novarupta kialakult, 1912. június 6–8. között került sor; vulkánkitörési indexe 6-os volt. A 60 órás kitörés során 13–15 km³ láva került a felszínre, ami harmincszor több, mint az 1980-as Mount Saint Helensi vulkánkitörés esetében.

## Fordítás
Ez a szócikk részben vagy egészben  a   Novarupta című angol Wikipédia-szócikk fordításán alapul.  Az eredeti cikk szerkesztőit annak laptörténete sorolja fel. Ez a jelzés csupán a megfogalmazás eredetét és a szerzői jogokat jelzi, nem szolgál a cikkben szereplő információk forrásmegjelöléseként.